# Придніпровська рівнина

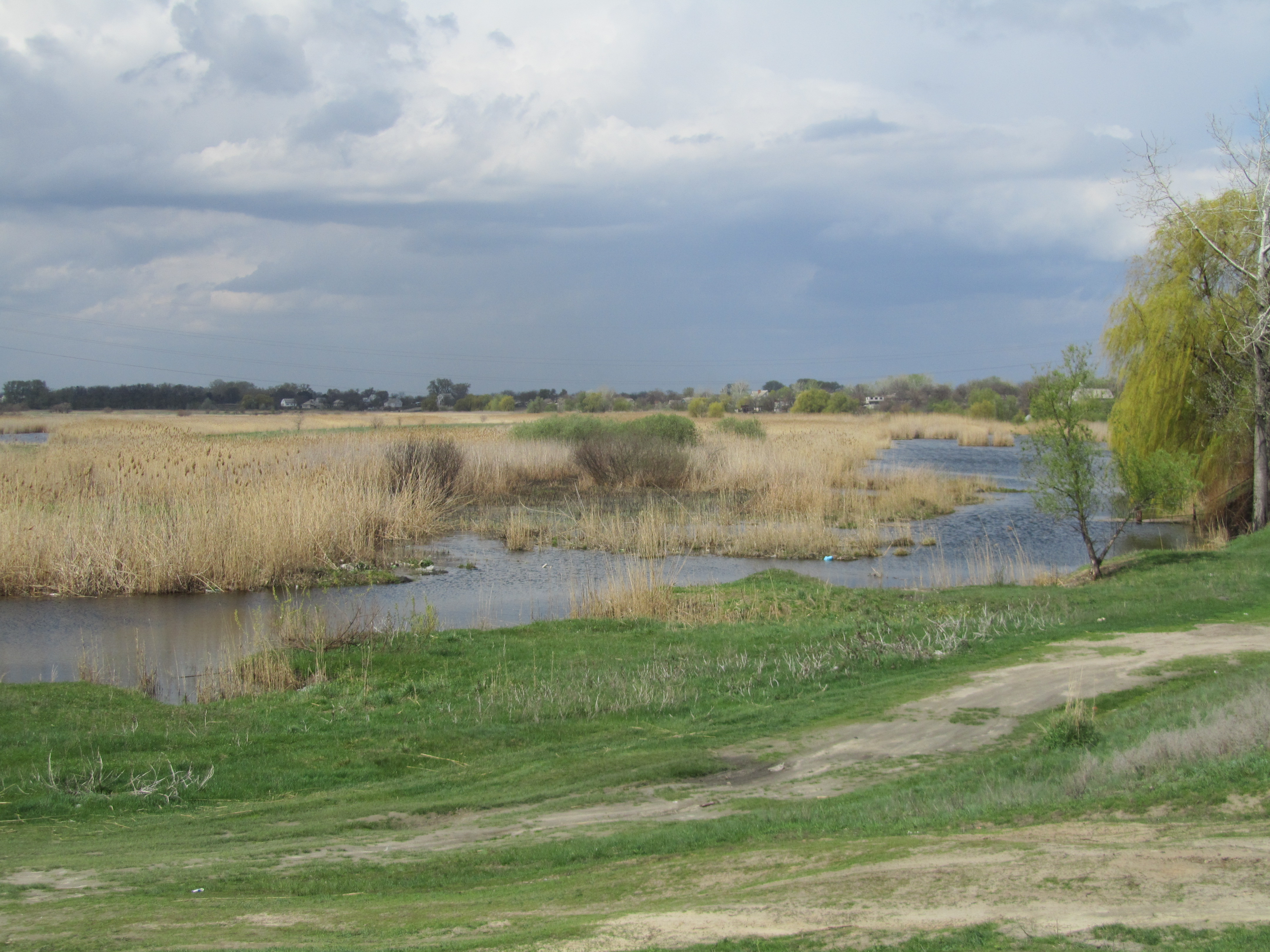
Типовий ландшафт Придніпровської рівнини. (Долина річки Крива Руда, на північ від міста Кременчука)

Придніпро́вська рівни́на — західна (понижена) частина Придніпровської низовини. Розташована в межах Київської, Черкаської, Чернігівської та Полтавської областей України.
Утворена лівобережними терасами Дніпра та понизь його приток (звідси й паралельна назва рівнини — Придніпровська терасна рівнина). З півночі рівнина прилягає до річки Десни, з південного заходу — до Дніпра, на північному сході переходить у Полтавську рівнину.
Поверхня ступінчаста, знижується до Дніпра з перепадами висот бл. 80 м. Виділяють вузьку низовинну (60—110 м) заплаву і першу та другу надзаплавні тераси. Заплавна частина характерна відсутністю ерозійної мережі, наявністю безстічних западин та піщаних кучугур, а в минулому (до створення водосховищ) — складний рельєф заплави Дніпра. Інші тераси мають дужче виражене ерозійне розчленування, що поступово ускладнюється з віком терас, утворюючи великі яружно-балкові структури. Місцями є степові блюдця. Відомі останці та горби: Хоцький горб (154 м), г. Пивиха (168 м), г. Калитва (145 м) та інші.
У результаті будівництва каскаду дніпровських водосховищ підвищився рівень ґрунтових вод, заболочуються заплава і (частково) низькі тераси.